# Pseudis minuta
Espèce
Synonymes
- Lysapsus mantidactyla Cope, 1862
- Pseudis brasiliensis Peters, 1863
- Pseudis meridionalis Miranda-Ribeiro, 1926

Statut de conservation UICN

 LC  : Préoccupation mineure
Pseudis minuta est une espèce d'amphibiens de la famille des Hylidae.

## Répartition
Cette espèce se rencontre du niveau de la mer jusqu'à 500 m d'altitude, :
- en Argentine dans les provinces de Buenos Aires, de Corrientes, d'Entre Rios, de Misiones, de Santa Fe et de Santiago del Estero ;
- en Uruguay ;
- dans le sud du Brésil dans les États du Rio Grande do Sul et de Santa Catarina.

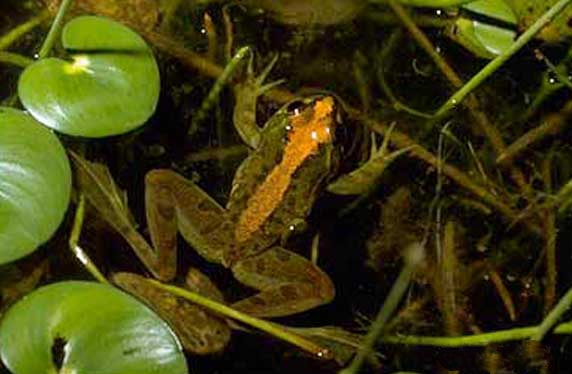
Pseudis minuta

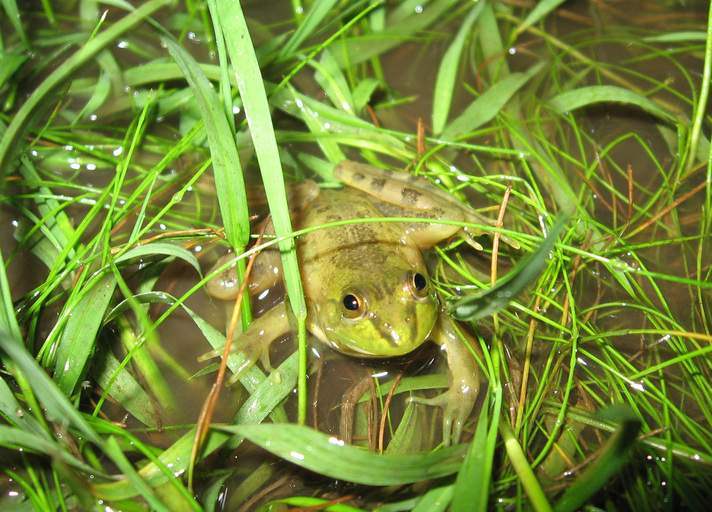
Pseudis minuta

## Publication originale
- Günther, 1858 : Catalogue of the Batrachia Salientia in the collection of the British Museum (texte intégral).